# 黑里希豪森巴赫河
51°12′6.6″N 7°6′29.0″E / 51.201833°N 7.108056°E
黑里希豪森巴赫河（德語：Herichhauser Bach），是德國的河流，位於該國西部，處於北萊茵-威斯特法倫州，屬於伍珀河的左支流，流經伍珀塔爾，河道全長1.8公里。